# Wolseley Eight
La Wolseley Eight est une berline légère quatre portes, produite par le constructeur anglais Wolseley Motors entre 1946 et 1948. Elle est basée sur la Morris Eight Series E et a également partagé de nombreux panneaux de carrosserie avec la MG Y-type. À l'époque, il fut dit qu'elle était la voiture préférée de W.R. Morris, Lord Nuffield. La voiture fut conçue avant la Seconde Guerre mondiale et était initialement destinée à être lancée en 1940. En accord avec les directives économiques du gouvernement du Royaume-Uni, la majorité des voitures furent exportées.
Bien que basée sur la Morris Eight de 1938, la voiture a une apparence très différente, par sa calandre et son capot traditionnel Wolseley, et le couvercle de coffre à charnières basses plutôt qu'en haut. Le moteur a été converti à partir du bloc d'origine à soupapes latérales pour un type à soupapes (et arbre à cames) en tête et la puissance de sortie passe par conséquent de 29 ch (22kW) à 33 ch (25 kW). La suspension n'est pas indépendante et utilise des ressorts à lames semi-elliptiques à l'avant et à l'arrière. Les freins sont à tambour sur les quatre roues, actionnés hydrauliquement. Le système électrique est à 6 volts.
La voiture avait un intérieur de haut niveau avec sellerie cuir, tapis et garnitures en ronce de noyer. Une autre caractéristique traditionnelle était l'ouverture du pare-brise. Au lancement, la voiture était au prix de £416, soit £115 de plus que la Morris.